# Alisson Castro
Alisson Castro, pseudonimo di Alisson Euler de Freitas Castro (Rio Pomba, 25 giugno 1993), è un calciatore brasiliano, centrocampista del San Paolo.

## Caratteristiche tecniche
Centrocampista offensivo, può giocare anche sulle fasce.

## Palmarès

### Club

#### Competizioni statali
- Campionato Gaucho: 2

Grêmio: 2018, 2019

#### Competizioni nazionali
- Campionato brasiliano: 2

Cruzeiro: 2013, 2014
- Coppa del Brasile: 2

Cruzeiro: 2016
São Paulo: 2023
- Supercoppa del Brasile: 1

São Paulo: 2024

#### Competizioni internazionali
- Recopa Sudamericana: 1

Grêmio: 2018